# Свободный Таиланд
Движение «Свободный Таиланд» (тайск. เสรีไทย, англ. Free Thai Movement) — подпольное движение Сопротивления в Таиланде во время второй мировой войны.

## Создание движения

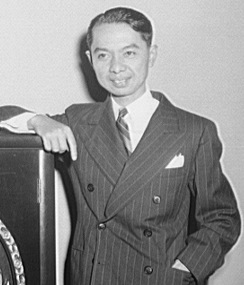
Сени Прамот

После японского вторжения в Таиланд 8 декабря 1941 года премьер Пибунсонграм 21 декабря подписал соглашение о военном союзе между Таиландом и Японией, а 25 января 1942 года тайское правительство объявило войну США и Великобритании. Это решение вызвало сопротивление даже в правящих кругах — так, тайский посол в Вашингтоне Сени Прамот отказался выполнить директиву Бангкока об объявлении войны США. После этого правительство США подтвердило его право представлять Таиланд и предоставило Прамоту возможность распоряжаться замороженными счетами таиландского правительства. Благодаря этому, находясь в Вашингтоне, Сени Прамот создал движение «Свободный Таиланд». Прамот привлекал тайских студентов, обучавшихся в США, к сотрудничеству с Управлением стратегических служб (УСС). Под руководством инструкторов этой американской спецслужбы было подготовлено более 50 тысяч агентов для заброски на территорию Таиланда для ведения партизанских действий против японской армии. Среди членов движения были представители тайского офицерства — будущий маршал авиации Ситти Саветсила и контр-адмирал Сангвара Суванначип, будущие премьер-министры Тави Бунъякет и Приди Паномионг, а также бывшая королева Таиланда Рампхаипханни, вдова короля Прачадипока (Рамы VII).

## Вторая мировая война и японская оккупация
Благодаря союзу с Японией режим Пибунсонграма в ходе бирманской кампании 1942—1945 годов сумел восстановить контроль над частью Шанских княжеств, ранее утраченных по условиям Яндабуского мира, а также вернуть четыре штата северной Малайи, утраченных согласно англо-сиамскому договору 1909 года. Кроме того, благодаря японскому посредничеству во франко-тайской войне 1940—1941 годов Таиланд вернул территории, утраченные во франко-сиамской войне 1893 года.
Япония держала на территории Таиланда 150-тысячную армию, и по мере приближения конца войны начинала вести себя с Таиландом не как с союзником, а как с оккупированной территорией. Соединенные Штаты, формально не объявлявшие войны Таиланду, 26 декабря 1942 года провели массированную бомбардировку территории Таиланда, которая нанесла урон Бангкоку и другим городам, несколько тысяч мирных жителей стали её жертвами. Это привело к тому, что среди и широких масс, и тайской верхушки назревал протест против союза с Японией.
В июне 1944 года Пибунсонграм был смещён и к власти в Таиланде пришло гражданское правительство Кхуанга Апхайвонга. Но формально Таиланд ещё находился в союзе с Японией, поэтому американские бомбардировки продолжались. В ходе налёта на Бангкок 14 апреля 1945 года были уничтожены две крупных электростанции, в результате чего город остался без электроэнергии и водоснабжения. В ходе войны агенты движения «Свободный Таиланд» регулярно передавали метеопрогнозы для действий авиации стран антигитлеровской коалиции, а также занимались спасением лётчиков, сбитых над территорией Таиланда. В последний год войны агентура стран-союзников США получила фактически беспрепятственный доступ в Бангкок. В конце войны правительство Апхайвонга разорвало военный договор с Японией.
В настоящее время в провинции Саконнакхон находится мемориальная «Пещера Свободного Таиланда» (тайск. ถ้ำ เสรีไทย) — пещера, использовавшаяся для хранения оружия и продовольствия участниками движения.